# مدیبنک
مدیبنک (انگلیسی: Medibank) شرکت بیمه استرالیایی است، که در سال ۱۹۷۵ تأسیس شد.